# Protonuraghe S’Ulivera

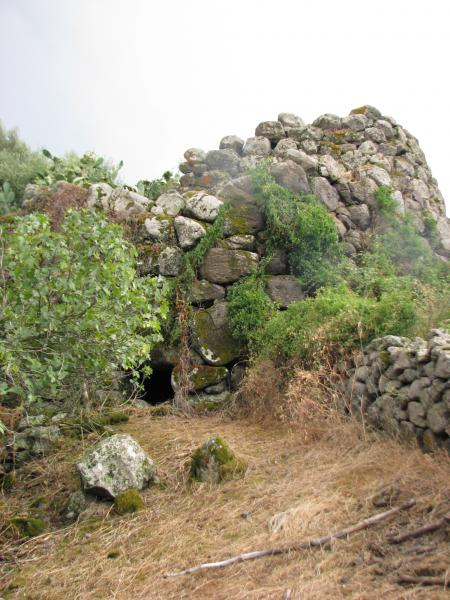
Protonuraghe S’Ulivera

Die Protonuraghe S’Ulivera (auch Sulivera genannt) liegt nordöstlich von Dualchi in der Provinz Nuoro auf Sardinien. Protonuraghen (auch Korridor- oder Pseudonuraghen, italienisch Nuraghe a corridoio) sind die Vor- oder Frühform der klassischen Turmbauten oder Tholosnuraghen (italienisch Nuraghe a tholos) der bronzezeitlichen Nuraghenkulturen Sardiniens. 
Die mehrphasige Nuraghe erlebte zwei Bauabschnitte. Während der Kupfersteinzeit wurde zunächst eine Proto-, Pseudo- oder Korridornuraghe errichtet. Während der Nuraghenkultur, (etwa 1500 v. Chr.) wurde diese zu einer Tholosnuraghe umgebaut. Auch die Nuraghe Su Mulinu wurde durch eine aufgesetzte Tholos ergänzt. Die Mauern sind an der Westseite bis zu einer Höhe von 6,5 m erhalten. Der Zugang verfügt über einen 2,05 m langen Architrav und führt in einen Gang mit drei Seitennischen, die typisch für Protonuraghen sind. In der ersten Etage gibt es eine Kammer mit zwei Nischen.

## Zeitstellung
Die etwa 300 Protonuraghen auf Sardinien entstanden während der Phase B der zweiphasigen Bonnanaro-Kultur, die als Nachfolger der sowohl megalithischen als auch kupferzeitlichen Monte-Claro-Kultur etwa zwischen 1800 und 1500 v. Chr. herrschte.